# Japán a 2022. évi téli olimpiai játékokon
Japán a kínai Pekingben megrendezett 2022. évi téli olimpiai játékok egyik részt vevő nemzete volt. Az országot az olimpián 13 sportágban 124 sportoló képviselte, akik összesen 18 érmet szereztek.

## Érmesek
| Érem  | Versenyző | Sportág          | Versenyszám              |
| ----- | --- | ---------------- | ------------------------ |
| Arany | Takagi Miho                                                                                                   | Gyorskorcsolya   | Női 1000 m               |
| Arany | Kobajasi Rjójú                                                                                                | Síugrás          | Férfi egyéni, normálsánc |
| Arany | Ayumu Hirano                                                                                                  | Snowboard        | Férfi halfpipe           |
| Ezüst | Fudzsiszava Szacuki Josida Csinami Szuzuki Júmi Josida Jurika Kotomi Ishizaki                                 | Curling          | Női                      |
| Ezüst | Takagi Miho                                                                                                   | Gyorskorcsolya   | Női 500 m                |
| Ezüst | Takagi Miho                                                                                                   | Gyorskorcsolya   | Női 1500 m               |
| Ezüst | Ayano Sato Takagi Miho Nana Takagi                                                                            | Gyorskorcsolya   | Női csapatverseny        |
| Ezüst | Yuma Kagiyama                                                                                                 | Műkorcsolya      | Férfi egyéni             |
| Ezüst | Kobajasi Rjójú                                                                                                | Síugrás          | Férfi egyéni, nagysánc   |
| Bronz | Akito Watabe                                                                                                  | Északi összetett | Nagysánc + 10 km         |
| Bronz | Akito Watabe Yoshito Watabe Hideaki Nagai Ryota Yamamoto                                                      | Északi összetett | Csapat                   |
| Bronz | Wataru Morishige                                                                                              | Gyorskorcsolya   | Férfi 500 m              |
| Bronz | Shoma Uno | Műkorcsolya      | Férfi egyéni             |
| Bronz | Kaori Sakamoto                                                                                                | Műkorcsolya      | Női egyéni               |
| Bronz | Shoma Uno Yuma Kagiyama Wakaba Higuchi Kaori Sakamoto Riku Miura Ryuichi Kihara Misato Komatsubara Tim Koleto | Műkorcsolya      | Csapatverseny            |
| Bronz | Ikuma Horishima                                                                                               | Síakrobatika     | Férfi mogul              |
| Bronz | Kokomo Murase                                                                                                 | Snowboard        | Női big air              |
| Bronz | Sena Tomita                                                                                                   | Snowboard        | Női halfpipe             |

## Alpesisí
Férfi
| Versenyző    | Versenyszám | 1. futam      | 1. futam      | 2. futam | 2. futam | Összesítés | Összesítés |
| Versenyző    | Versenyszám | Idő           | Hely.         | Idő      | Hely.    | Idő        | Helyezés   |
| ------------ | ----------- | ------------- | ------------- | -------- | -------- | ---------- | ---------- |
| Yohei Koyama | Műlesiklás  | nem ért célba | nem ért célba | kiesett  | kiesett  | kiesett    | kiesett    |

Női
| Versenyző         | Versenyszám      | 1. futam      | 1. futam      | 2. futam | 2. futam | Összesítés | Összesítés |
| Versenyző         | Versenyszám      | Idő           | Hely.         | Idő      | Hely.    | Idő        | Helyezés   |
| ----------------- | ---------------- | ------------- | ------------- | -------- | -------- | ---------- | ---------- |
| Asa Ando          | Műlesiklás       | nem ért célba | nem ért célba | kiesett  | kiesett  | kiesett    | kiesett    |
| Asa Ando          | Óriás-műlesiklás | 1:01,43       | 29.           | 59,56    | 23.      | 2:00,99    | 24.        |
| Sakurako Mukogawa | Műlesiklás       | 56,09         | 36.           | 56,64    | 37.      | 1:52,73    | 35.        |
| Sakurako Mukogawa | Óriás-műlesiklás | 1:03,39       | 36.           | 1:03,38  | 33.      | 2:06,77    | 31.        |

## Biatlon
Férfi
| Versenyző        | Versenyszám            | Időeredmény | Lövőhiba    | Helyezés |
| ---------------- | ---------------------- | ----------- | ----------- | -------- |
| Kosuke Ozaki     | 20 km egyéni indításos | 58:37,9     | 6 (1+0+4+1) | 82.      |
| Kosuke Ozaki     | 10 km sprint           | 26:24,1     | 0 (0+0)     | 44.      |
| Kosuke Ozaki     | 12,5 km üldözőverseny  | 46:56,6     | 4 (0+2+0+2) | 51.      |
| Tsukasa Kobonoki | 20 km egyéni indításos | 54:16,6     | 3 (1+0+1+1) | 44.      |
| Tsukasa Kobonoki | 10 km sprint           | 26:17,8     | 1 (0+1)     | 41.      |
| Tsukasa Kobonoki | 12,5 km üldözőverseny  | 46:16,0     | 5 (1+1+2+1) | 46.      |

Női
| Versenyző                                                 | Versenyszám            | Időeredmény | Lövőhiba    | Helyezés |
| --------------------------------------------------------- | ---------------------- | ----------- | ----------- | -------- |
| Asuka Hachisuka                                           | 15 km egyéni indításos | 51:58,0     | 4 (0+1+0+3) | 65.      |
| Asuka Hachisuka                                           | 7,5 km sprint          | 26:06,7     | 4 (4+0)     | 87.      |
| Fuyuko Tachizaki                                          | 15 km egyéni indításos | 48:17,5     | 3 (1+1+0+1) | 27.      |
| Fuyuko Tachizaki                                          | 7,5 km sprint          | 23:10,8     | 1 (0+1)     | 39.      |
| Fuyuko Tachizaki                                          | 10 km üldözőverseny    | 40:27,8     | 3 (0+1+1+1) | 42.      |
| Sari Furuya                                               | 15 km egyéni indításos | 52:45,0     | 7 (2+1+0+4) | 74.      |
| Sari Furuya                                               | 7,5 km sprint          | 23:58,9     | 3 (1+2)     | 67.      |
| Yurie Tanaka                                              | 15 km egyéni indításos | 52:26,3     | 4 (2+1+0+1) | 71.      |
| Yurie Tanaka                                              | 7,5 km sprint          | 24:21,5     | 1 (0+1)     | 74.      |
| Asuka Hachisuka Fuyuko Tachizaki Sari Furuya Yurie Tanaka | 4 × 6 km váltó         | lekörözték  | lekörözték  | 17.      |

Vegyes
| Versenyző                                                  | Versenyszám  | Időeredmény | Lövőhiba  | Helyezés |
| ---------------------------------------------------------- | ------------ | ----------- | --------- | -------- |
| Kosuke Ozaki Tsukasa Kobonoki Fuyuko Tachizaki Sari Furuya | Vegyes váltó | lekörözték  | 14 (3+11) | 18.      |

## Curling

### Női
- Fudzsiszava Szacuki
- Josida Csinami
- Szuzuki Júmi
- Josida Jurika
- Kotomi Ishizaki

Csoportkör
| Nemzet                                 | Skip              | Gy | V | Gy–V | P+ | P- | Gy end | V end | Üres endek | Rabolt endek | Lökés % | DSC   |
| -------------------------------------- | ----------------- | -- | - | ---- | -- | -- | ------ | ----- | ---------- | ------------ | ------- | ----- |
| Svájc                                  | Silvana Tirinzoni | 8  | 1 | –    | 67 | 46 | 44     | 36    | 4          | 12           | 81,6%   | 19,14 |
| Svédország                             | Anna Hasselborg   | 7  | 2 | –    | 64 | 49 | 39     | 35    | 6          | 12           | 82,0%   | 25,02 |
| Nagy-Britannia                         | Eve Muirhead      | 5  | 4 | 1–1  | 63 | 47 | 39     | 33    | 4          | 9            | 80,6%   | 35,27 |
| Japán                                  | Satsuki Fujisawa  | 5  | 4 | 1–1  | 64 | 62 | 40     | 36    | 2          | 13           | 82,3%   | 36,00 |
| Kanada                                 | Jennifer Jones    | 5  | 4 | 1–1  | 71 | 59 | 42     | 41    | 1          | 14           | 80,4%   | 45,44 |
| Egyesült Államok                       | Tabitha Peterson  | 4  | 5 | 2–0  | 60 | 64 | 40     | 39    | 2          | 12           | 79,5%   | 33,87 |
| Kína                                   | Han Yu            | 4  | 5 | 1–1  | 56 | 67 | 38     | 41    | 3          | 10           | 79,6%   | 30,06 |
| Dél-Korea                              | Kim Eun-jung      | 4  | 5 | 0–2  | 62 | 66 | 40     | 42    | 3          | 10           | 80,8%   | 27,79 |
| Dánia                                  | Madeleine Dupont  | 2  | 7 | –    | 50 | 68 | 33     | 41    | 7          | 0            | 77,2%   | 23,36 |
| Az Orosz Olimpiai Bizottság versenyzői | Alina Kovaljova   | 1  | 8 | –    | 50 | 79 | 34     | 45    | 2          | 7            | 78,9%   | 29,34 |

1. forduló, február 10., 9:05 (2:05)
| Sheet C                 | 1 | 2 | 3 | 4 | 5 | 6 | 7 | 8 | 9 | 10 | VE |
| Svédország (Hasselborg) | 0 | 1 | 0 | 0 | 1 | 3 | 0 | 3 | 0 | X  | 8  |
| Japán (Fudzsiszava)     | 0 | 0 | 2 | 1 | 0 | 0 | 1 | 0 | 1 | X  | 5  |

3. forduló, február 11., 14:05 (7:05)
| Sheet B             | 1 | 2 | 3 | 4 | 5 | 6 | 7 | 8 | 9 | 10 | VE |
| Kanada (Jones)      | 0 | 2 | 0 | 0 | 0 | 2 | 0 | 1 | 0 | X  | 5  |
| Japán (Fudzsiszava) | 1 | 0 | 2 | 1 | 1 | 0 | 2 | 0 | 1 | X  | 8  |

4. forduló, február 12., 9:05 (2:05)
| Sheet D             | 1 | 2 | 3 | 4 | 5 | 6 | 7 | 8 | 9 | 10 | VE |
| Japán (Fudzsiszava) | 0 | 1 | 0 | 2 | 0 | 1 | 0 | 1 | 0 | 3  | 8  |
| Dánia (Dupont)      | 0 | 0 | 2 | 0 | 2 | 0 | 2 | 0 | 1 | 0  | 7  |

5. forduló, február 12., 20:05 (13:05)
| Sheet A                                            | 1 | 2 | 3 | 4 | 5 | 6 | 7 | 8 | 9 | 10 | VE |
| Az Orosz Olimpiai Bizottság versenyzői (Kovaljova) | 1 | 0 | 1 | 2 | 0 | 1 | 0 | 0 | 0 | 0  | 5  |
| Japán (Fudzsiszava)                                | 0 | 1 | 0 | 0 | 1 | 0 | 3 | 1 | 1 | 3  | 10 |

7. forduló, február 14., 9:05 (2:05)
| Sheet B             | 1 | 2 | 3 | 4 | 5 | 6 | 7 | 8 | 9 | 10 | VE |
| Kína (Han)          | 0 | 1 | 0 | 0 | 0 | 1 | 0 | 0 | X | X  | 2  |
| Japán (Fudzsiszava) | 0 | 0 | 3 | 1 | 3 | 0 | 2 | 1 | X | X  | 10 |

8. forduló, február 14., 20:05 (13:05)
| Sheet C             | 1 | 2 | 3 | 4 | 5 | 6 | 7 | 8 | 9 | 10 | VE |
| Japán (Fudzsiszava) | 0 | 2 | 0 | 0 | 2 | 0 | 0 | 1 | 0 | X  | 5  |
| Dél-Korea (Kim)     | 1 | 0 | 3 | 1 | 0 | 2 | 1 | 0 | 2 | X  | 10 |

9. forduló, február 15., 14:05 (7:05)
| Sheet D                   | 1 | 2 | 3 | 4 | 5 | 6 | 7 | 8 | 9 | 10 | VE |
| Nagy-Britannia (Muirhead) | 3 | 0 | 3 | 0 | 1 | 0 | 1 | 2 | X | X  | 10 |
| Japán (Fudzsiszava)       | 0 | 1 | 0 | 2 | 0 | 1 | 0 | 0 | X | X  | 4  |

11. forduló, február 16., 20:05 (13:05)
| Sheet B                     | 1 | 2 | 3 | 4 | 5 | 6 | 7 | 8 | 9 | 10 | VE |
| Japán (Fudzsiszava)         | 1 | 3 | 0 | 2 | 0 | 1 | 0 | 2 | 1 | X  | 10 |
| Egyesült Államok (Peterson) | 0 | 0 | 2 | 0 | 1 | 0 | 4 | 0 | 0 | X  | 7  |

12. forduló, február 17., 14:05 (7:05)
| Sheet A             | 1 | 2 | 3 | 4 | 5 | 6 | 7 | 8 | 9 | 10 | VE |
| Japán (Fudzsiszava) | 0 | 2 | 0 | 0 | 0 | 0 | 2 | 0 | 0 | X  | 4  |
| Svájc (Tirinzoni)   | 1 | 0 | 1 | 1 | 2 | 0 | 0 | 0 | 3 | X  | 8  |

Elődöntő, február 18., 20:05 (13:05)
| Sheet C             | 1 | 2 | 3 | 4 | 5 | 6 | 7 | 8 | 9 | 10 | VE |
| Svájc (Tirinzoni)   | 0 | 1 | 0 | 1 | 0 | 0 | 3 | 0 | 1 | 0  | 6  |
| Japán (Fudzsiszava) | 0 | 0 | 1 | 0 | 4 | 1 | 0 | 1 | 0 | 1  | 8  |

Döntő, február 20., 9:05 (2:05)
| Sheet B                   | 1 | 2 | 3 | 4 | 5 | 6 | 7 | 8 | 9 | 10 | VE |
| Japán (Fudzsiszava)       | 0 | 1 | 0 | 0 | 0 | 1 | 0 | 1 | 0 | X  | 3  |
| Nagy-Britannia (Muirhead) | 2 | 0 | 0 | 1 | 1 | 0 | 4 | 0 | 2 | X  | 10 |

| Csapat | Helyezés                 |
| ------ | ------------------------ |
| Japán  | 2. helyezett, ezüstérmes |

## Északi összetett
| Versenyző                                                | Versenyszám        | Síugrás | Síugrás | Síugrás | Síugrás    | Sífutás | Sífutás | Összesítés | Összesítés               |
| Versenyző                                                | Versenyszám        | Táv     | Pont    | Hely.   | Időhátrány | Idő     | Hely.   | Idő        | Helyezés                 |
| -------------------------------------------------------- | ------------------ | ------- | ------- | ------- | ---------- | ------- | ------- | ---------- | ------------------------ |
| Akito Watabe                                             | Normálsánc + 10 km | 98,0    | 114,1   | 9.      | +1:16      | 24:24,1 | 4.      | 25:40,1    | 7.                       |
| Akito Watabe                                             | Nagysánc + 10 km   | 135,0   | 126,4   | 5.      | +0:54      | 26:19,9 | 10.     | 27:13,9    | 3. helyezett, bronzérmes |
| Hideaki Nagai                                            | Nagysánc + 10 km   | 117,0   | 83,7    | 32.     | +3:44      | 27:28,9 | 28.     | 31:12,9    | 31.                      |
| Ryota Yamamoto                                           | Normálsánc + 10 km | 108,0   | 133,0   | 1.      | –          | 26:54,3 | 34.     | 26:54,3    | 14.                      |
| Ryota Yamamoto                                           | Nagysánc + 10 km   | 140,0   | 128,7   | 2.      | +0:44      | 27:44,1 | 34.     | 28:28,1    | 12.                      |
| Sora Yachi                                               | Normálsánc + 10 km | 103,5   | 116,9   | 5.      | +1:04      | 27:34,6 | 40.     | 28:38,6    | 30.                      |
| Yoshito Watabe                                           | Normálsánc + 10 km | 97,5    | 110,8   | 13.     | +1:29      | 25:25,2 | 23.     | 26:54,2    | 13.                      |
| Yoshito Watabe                                           | Nagysánc + 10 km   | 118,0   | 94,4    | 27.     | +3:02      | 27:08,7 | 22.     | 30:10,7    | 25.                      |
| Akito Watabe Hideaki Nagai Ryota Yamamoto Yoshito Watabe | Csapat             | 522,0   | 466,6   | 4.      | +0:12      | 51:28,3 | 4.      | 51:40,3    | 3. helyezett, bronzérmes |

## Gyorskorcsolya
Férfi
| Versenyző        | Versenyszám | Eredmény | Helyezés                 |
| ---------------- | ----------- | -------- | ------------------------ |
| Wataru Morishige | 500 m       | 34,50    | 3. helyezett, bronzérmes |
| Wataru Morishige | 1000 m      | 1:09,47  | 16.                      |
| Yuma Murakami    | 500 m       | 34,57    | 8.                       |
| Tatsuya Shinhama | 500 m       | 35,12    | 20.                      |
| Tatsuya Shinhama | 1000 m      | 1:10,00  | 21.                      |
| Ryota Kojima     | 1000 m      | 1:09,97  | 20.                      |
| Seitaro Ichinohe | 1500 m      | 1:45,53  | 10.                      |
| Seitaro Ichinohe | 5000 m      | 6:19,81  | 12.                      |
| Takuro Oda       | 1500 m      | 1:46,60  | 17.                      |
| Ryosuke Tsuchiya | 10 000 m    | 13:02,49 | 11.                      |

Női
| Versenyző       | Versenyszám | Eredmény   | Helyezés                 |
| --------------- | ----------- | ---------- | ------------------------ |
| Arisa Go        | 500 m       | 37,983     | 15.                      |
| Nao Kodaira     | 500 m       | 38,09      | 17.                      |
| Nao Kodaira     | 1000 m      | 1:15,65    | 10.                      |
| Takagi Miho     | 500 m       | 37,12      | 2. helyezett, ezüstérmes |
| Takagi Miho     | 1000 m      | 1:13,19 OR | 1. helyezett, aranyérmes |
| Takagi Miho     | 1500 m      | 1:53,72    | 2. helyezett, ezüstérmes |
| Takagi Miho     | 3000 m      | 4:01,77    | 6.                       |
| Ayano Sato      | 1500 m      | 1:54,92    | 4.                       |
| Ayano Sato      | 3000 m      | 4:03:40    | 9.                       |
| Nana Takagi     | 1500 m      | 1:55,34    | 8.                       |
| Momoka Horikawa | 5000 m      | 7:06,92    | 10.                      |
| Misaki Oshigiri | 5000 m      | 7:01,17    | 8.                       |

Tömegrajtos
| Versenyző        | Versenyszám | Elődöntő | Elődöntő | Elődöntő | Döntő   | Döntő   | Helyezés |
| Versenyző        | Versenyszám | Pont     | Idő      | Hely.    | Pont    | Idő     | Helyezés |
| ---------------- | ----------- | -------- | -------- | -------- | ------- | ------- | -------- |
| Ryosuke Tsuchiya | Férfi       | 7        | 7:48,43  | 6.       | 6       | 7:58,82 | 6.       |
| Seitaro Ichinohe | Férfi       | 3        | 7:58,54  | 8.       | 3       | 7:58,82 | 8.       |
| Ayano Sato       | Női         | 40       | 8:28,77  | 2.       | 3       | 8:16,94 | 8.       |
| Nana Takagi      | Női         | 0        | 9:10,03  | 14.      | kiesett | kiesett | 27.      |

Csapatverseny
| Versenyző                          | Versenyszám | Negyeddöntő  | Negyeddöntő | Elődöntő                                                  | Döntő                    | Döntő                    |
| Versenyző                          | Versenyszám | Ellenfél Idő | Hely.       | Ellenfél Idő                                              | Ellenfél Idő             | Helyezés                 |
| ---------------------------------- | ----------- | ------------ | ----------- | --------------------------------------------------------- | ------------------------ | ------------------------ |
| Ayano Sato Takagi Miho Nana Takagi | Női         | 2:53,61      | 1.          | Az Orosz Olimpiai Bizottság versenyzői (ROC) · Gy 2:58,93 | Kanada (CAN) · V 3:04,47 | 2. helyezett, ezüstérmes |

## Jégkorong

### Női
- Szövetségi kapitány: Yuji Iizuka

| Japán nemzeti női jégkorongcsapat-játékoskeret | Japán nemzeti női jégkorongcsapat-játékoskeret | Japán nemzeti női jégkorongcsapat-játékoskeret | Japán nemzeti női jégkorongcsapat-játékoskeret | Japán nemzeti női jégkorongcsapat-játékoskeret | Japán nemzeti női jégkorongcsapat-játékoskeret | Japán nemzeti női jégkorongcsapat-játékoskeret |
| #                                              | Poszt                                          | Név                                            | Magasság                                       | Súly                                           | Születési idő                                  | Klub az olimpia idején                         |
| ---------------------------------------------- | ---------------------------------------------- | ---------------------------------------------- | ---------------------------------------------- | ---------------------------------------------- | ---------------------------------------------- | ---------------------------------------------- |
| 1                                              | G                                              | Nana Fujimoto                                  | 1,63 m (5 ft 4 in)                             | 55 kg (121 lb)                                 | 1989. március 3.                               | Färjestad BK                                   |
| 2                                              | D                                              | Shiori Koike                                   | 1,59 m (5 ft 3 in)                             | 53 kg (117 lb)                                 | 1993. március 21.                              | DK Peregrine                                   |
| 3                                              | D                                              | Aoi Shiga                                      | 1,65 m (5 ft 5 in)                             | 60 kg (130 lb)                                 | 1999. július 4.                                | Toyota Cygnus                                  |
| 4                                              | D                                              | Ayaka Toko                                     | 1,61 m (5 ft 3 in)                             | 58 kg (128 lb)                                 | 1994. augusztus 22.                            | Seibu Princess Rabbits                         |
| 6                                              | D                                              | Sena Suzuki                                    | 1,67 m (5 ft 6 in)                             | 56 kg (123 lb)                                 | 1991. augusztus 4.                             | Seibu Princess Rabbits                         |
| 7                                              | D                                              | Yukiko Kawashima                               | 1,63 m (5 ft 4 in)                             | 63 kg (139 lb)                                 | 1996. november 16.                             | DK Peregrine                                   |
| 8                                              | D                                              | Akane Hosoyamada                               | 1,63 m (5 ft 4 in)                             | 59 kg (130 lb)                                 | 1992. március 9.                               | DK Peregrine                                   |
| 10                                             | F                                              | Haruna Yoneyama                                | 1,60 m (5 ft 3 in)                             | 53 kg (117 lb)                                 | 1991. november 7.                              | DK Peregrine                                   |
| 11                                             | F                                              | Mei Miura                                      | 1,62 m (5 ft 4 in)                             | 63 kg (139 lb)                                 | 1998. november 16.                             | Toyota Cygnus                                  |
| 12                                             | F                                              | Chiho Osawa – C                                | 1,62 m (5 ft 4 in)                             | 63 kg (139 lb)                                 | 1992. február 10.                              | Luleå HF                                       |
| 14                                             | F                                              | Haruka Toko                                    | 1,67 m (5 ft 6 in)                             | 64 kg (141 lb)                                 | 1997. március 16.                              | Seibu Princess Rabbits                         |
| 15                                             | F                                              | Rui Ukita                                      | 1,69 m (5 ft 7 in)                             | 69 kg (152 lb)                                 | 1996. június 6.                                | Daishin                                        |
| 16                                             | F                                              | Akane Shiga                                    | 1,65 m (5 ft 5 in)                             | 61 kg (134 lb)                                 | 2001. március 3.                               | Toyota Cygnus                                  |
| 18                                             | F                                              | Suzuka Taka                                    | 1,61 m (5 ft 3 in)                             | 53 kg (117 lb)                                 | 1996. október 16.                              | DK Peregrine                                   |
| 19                                             | F                                              | Chika Otaki                                    | 1,60 m (5 ft 3 in)                             | 53 kg (117 lb)                                 | 1998. december 14.                             | DK Peregrine                                   |
| 20                                             | G                                              | Miyuu Masuhara                                 | 1,57 m (5 ft 2 in)                             | 43 kg (95 lb)                                  | 2001. október 4.                               | DK Peregrine                                   |
| 21                                             | F                                              | Hanae Kubo                                     | 1,68 m (5 ft 6 in)                             | 64 kg (141 lb)                                 | 1982. december 10.                             | Seibu Princess Rabbits                         |
| 22                                             | F                                              | Miho Shishiuchi                                | 1,65 m (5 ft 5 in)                             | 60 kg (130 lb)                                 | 1992. augusztus 21.                            | Toyota Cygnus                                  |
| 23                                             | F                                              | Hikaru Yamashita                               | 1,57 m (5 ft 2 in)                             | 54 kg (119 lb)                                 | 2000. szeptember 23.                           | Seibu Princess Rabbits                         |
| 27                                             | F                                              | Remi Koyama                                    | 1,46 m (4 ft 9 in)                             | 52 kg (115 lb)                                 | 2000. július 17.                               | Seibu Princess Rabbits                         |
| 28                                             | D                                              | Shiori Yamashita                               | 1,58 m (5 ft 2 in)                             | 50 kg (110 lb)                                 | 2002. április 28.                              | Seibu Princess Rabbits                         |
| 30                                             | G                                              | Akane Konishi                                  | 1,66 m (5 ft 5 in)                             | 70 kg (150 lb)                                 | 1995. augusztus 14.                            | Seibu Princess Rabbits                         |

B csoport
| Hely. | Csapat           | M | Gy | HGy | HV | V | G+ | G– | Gk | P | Továbbjutás                  |
| ----- | ---------------- | - | -- | --- | -- | - | -- | -- | -- | - | ---------------------------- |
| 1.    | Japán (JPN)      | 4 | 2  | 1   | 1  | 0 | 13 | 7  | +6 | 9 | Továbbjutott a negyeddöntőbe |
| 2.    | Csehország (CZE) | 4 | 2  | 0   | 1  | 1 | 10 | 8  | +2 | 7 | Továbbjutott a negyeddöntőbe |
| 3.    | Svédország (SWE) | 4 | 2  | 0   | 0  | 2 | 7  | 8  | −1 | 6 | Továbbjutott a negyeddöntőbe |
| 4.    | Kína (CHN) (R)   | 4 | 1  | 1   | 0  | 2 | 7  | 7  | 0  | 5 | Kiesett                      |
| 5.    | Dánia (DEN)      | 4 | 1  | 0   | 0  | 3 | 7  | 14 | −7 | 3 | Kiesett                      |

| 2022. február 3. 16:40 (9:40) | Svédország (SWE) | 1–3 (0–1, 1–0, 0–2) | Japán (JPN) | Wukesong Arena, Peking Nézőszám: 482 |

| Jegyzőkönyv | Jegyzőkönyv    | Jegyzőkönyv                                 | Jegyzőkönyv   | Jegyzőkönyv                                                                             |
| --- | -------------- | ------------------------------------------- | ------------- | --------------------------------------------------------------------------------------- |
| | Emma Söderberg | Kapusok                                     | Nana Fujimoto | Játékvezetők: Cianna Lieffers Elizabeth Mantha Vonalbírók: Kendall Hanley Gyiana Mohova |
| \| \| 0–1 \| 19:13 – Koike (Kubo, Osawa) \| \| Nylén Persson (Wikner-Zienkiewicz) – 20:30 \| 1–1 \| \| \| \| 1–2 \| 44:03 – Ukita (Ak. Shiga, Ao. Shiga) \| \| \| 1–3 \| 58:59 – Yoneyama (Koyama, Hosoyamada) (ENG) \| |                |                                             |               | Játékvezetők: Cianna Lieffers Elizabeth Mantha Vonalbírók: Kendall Hanley Gyiana Mohova |
| 6 perc | Büntetések     | 4 perc                                      |               | Játékvezetők: Cianna Lieffers Elizabeth Mantha Vonalbírók: Kendall Hanley Gyiana Mohova |
| 27 | Lövések        | 40                                          |               | Játékvezetők: Cianna Lieffers Elizabeth Mantha Vonalbírók: Kendall Hanley Gyiana Mohova |
| | 0–1            | 19:13 – Koike (Kubo, Osawa)                 |               | Játékvezetők: Cianna Lieffers Elizabeth Mantha Vonalbírók: Kendall Hanley Gyiana Mohova |
| Nylén Persson (Wikner-Zienkiewicz) – 20:30 | 1–1            |                                             |               | Játékvezetők: Cianna Lieffers Elizabeth Mantha Vonalbírók: Kendall Hanley Gyiana Mohova |
| | 1–2            | 44:03 – Ukita (Ak. Shiga, Ao. Shiga)        |               | Játékvezetők: Cianna Lieffers Elizabeth Mantha Vonalbírók: Kendall Hanley Gyiana Mohova |
| | 1–3            | 58:59 – Yoneyama (Koyama, Hosoyamada) (ENG) |               |                                                                                         |

| 2022. február 5. 16:40 (9:40) | Japán (JPN) | 6–2 (3–0, 2–1, 1–1) | Dánia (DEN) | Wukesong Arena, Peking Nézőszám: 476 |

| Jegyzőkönyv | Jegyzőkönyv                 | Jegyzőkönyv                           | Jegyzőkönyv                          | Jegyzőkönyv                                                                 |
| --- | --------------------------- | ------------------------------------- | ------------------------------------ | --------------------------------------------------------------------------- |
| | Nana Fujimoto Akane Konishi | Kapusok                               | Lisa Jensen Cassandra Repstock-Romme | Játékvezetők: Kelly Cooke Maria Furberg Vonalbírók: Alex Clarke Sara Strong |
| \| H. Yamashita (Miura, Koike) – 10:46 \| 1–0 \| \| \| H. Toko (Ao. Shiga, A. Toko) – 12:08 \| 2–0 \| \| \| Ukita – 13:50 \| 3–0 \| \| \| A. Toko (H. Toko) – 22:53 \| 4–0 \| \| \| \| 4–1 \| 29:16 – Bau Hansen (N. Jensen) \| \| Ak. Shiga (Kubo, H. Toko) (PP) – 39:54 \| 5–1 \| \| \| H. Yoneyama (H. Yamashita, Koike) – 48:02 \| 6–1 \| \| \| \| 6–2 \| 59:55 – Jakobsen (Persson, Weis) (PP) \| |                             |                                       |                                      | Játékvezetők: Kelly Cooke Maria Furberg Vonalbírók: Alex Clarke Sara Strong |
| 8 perc | Büntetések                  | 8 perc                                |                                      | Játékvezetők: Kelly Cooke Maria Furberg Vonalbírók: Alex Clarke Sara Strong |
| 42 | Lövések                     | 20                                    |                                      | Játékvezetők: Kelly Cooke Maria Furberg Vonalbírók: Alex Clarke Sara Strong |
| H. Yamashita (Miura, Koike) – 10:46 | 1–0                         |                                       |                                      | Játékvezetők: Kelly Cooke Maria Furberg Vonalbírók: Alex Clarke Sara Strong |
| H. Toko (Ao. Shiga, A. Toko) – 12:08 | 2–0                         |                                       |                                      | Játékvezetők: Kelly Cooke Maria Furberg Vonalbírók: Alex Clarke Sara Strong |
| Ukita – 13:50 | 3–0                         |                                       |                                      | Játékvezetők: Kelly Cooke Maria Furberg Vonalbírók: Alex Clarke Sara Strong |
| A. Toko (H. Toko) – 22:53 | 4–0                         |                                       |                                      |                                                                             |
| | 4–1                         | 29:16 – Bau Hansen (N. Jensen)        |                                      |                                                                             |
| Ak. Shiga (Kubo, H. Toko) (PP) – 39:54 | 5–1                         |                                       |                                      |                                                                             |
| H. Yoneyama (H. Yamashita, Koike) – 48:02 | 6–1                         |                                       |                                      |                                                                             |
| | 6–2                         | 59:55 – Jakobsen (Persson, Weis) (PP) |                                      |                                                                             |

| 2022. február 6. 16:40 (9:40) | Kína (CHN) | 2–1 (sz.) (0–1, 0–0, 1–0) (h.u.: 0–0) (sz.: 1–0) | Japán (JPN) | Wukesong Arena, Peking Nézőszám: 506 |

| Jegyzőkönyv                                                                               | Jegyzőkönyv  | Jegyzőkönyv                            | Jegyzőkönyv   | Jegyzőkönyv                                                                           |
| ----------------------------------------------------------------------------------------- | ------------ | -------------------------------------- | ------------- | ------------------------------------------------------------------------------------- |
|                                                                                           | Zhou Jiaying | Kapusok                                | Nana Fujimoto | Játékvezetők: Tijana Haack Anniina Nurmi Vonalbírók: Jenni Heikkinen Julia Kainberger |
| \| \| 0–1 \| 18:02 – Hosoyamada (Koike, Osawa) (PP) \| \| Hu (Li B.) – 41:06 \| 1–1 \| \| |              |                                        |               | Játékvezetők: Tijana Haack Anniina Nurmi Vonalbírók: Jenni Heikkinen Julia Kainberger |
| Lin Q. Lin N. Zhang Mi                                                                    | Szétlövés    | Kubo Shiga Ukita H. Toko A. Toko       |               | Játékvezetők: Tijana Haack Anniina Nurmi Vonalbírók: Jenni Heikkinen Julia Kainberger |
| 6 perc                                                                                    | Büntetések   | 0 perc                                 |               | Játékvezetők: Tijana Haack Anniina Nurmi Vonalbírók: Jenni Heikkinen Julia Kainberger |
| 30                                                                                        | Lövések      | 33                                     |               | Játékvezetők: Tijana Haack Anniina Nurmi Vonalbírók: Jenni Heikkinen Julia Kainberger |
|                                                                                           | 0–1          | 18:02 – Hosoyamada (Koike, Osawa) (PP) |               | Játékvezetők: Tijana Haack Anniina Nurmi Vonalbírók: Jenni Heikkinen Julia Kainberger |
| Hu (Li B.) – 41:06                                                                        | 1–1          |                                        |               | Játékvezetők: Tijana Haack Anniina Nurmi Vonalbírók: Jenni Heikkinen Julia Kainberger |

| 2022. február 8. 16:40 (9:40) | Japán (JPN) | 3–2 (sz.) (1–0, 0–1, 1–1) (h.u.: 0–0) (sz.: 1–0) | Csehország (CZE) | Wukesong Arena, Peking Nézőszám: 638 |

| Jegyzőkönyv | Jegyzőkönyv   | Jegyzőkönyv                            | Jegyzőkönyv     | Jegyzőkönyv                                                                        |
| --- | ------------- | -------------------------------------- | --------------- | ---------------------------------------------------------------------------------- |
| | Nana Fujimoto | Kapusok                                | Klára Peslarová | Játékvezetők: Darja Abroszimova Darja Jermak Vonalbírók: Lisa Linnek Linnea Sainio |
| \| H. Toko (Ao. Shiga, A. Toko) (PP) – 04:00 \| 1–0 \| \| \| \| 1–1 \| 26:09 – Křížová (Vanišová) \| \| H. Toko (Kubo, A. Toko) (PP) – 40:23 \| 2–1 \| \| \| \| 2–2 \| 45:53 – Mlýnková \| |               |                                        |                 | Játékvezetők: Darja Abroszimova Darja Jermak Vonalbírók: Lisa Linnek Linnea Sainio |
| Ukita Kubo Koyama H. Toko Ak. Shiga | Szétlövés     | Pátková Křížová Pejzlová Mrázová Mills |                 | Játékvezetők: Darja Abroszimova Darja Jermak Vonalbírók: Lisa Linnek Linnea Sainio |
| 6 perc | Büntetések    | 10 perc                                |                 | Játékvezetők: Darja Abroszimova Darja Jermak Vonalbírók: Lisa Linnek Linnea Sainio |
| 25 | Lövések       | 38                                     |                 | Játékvezetők: Darja Abroszimova Darja Jermak Vonalbírók: Lisa Linnek Linnea Sainio |
| H. Toko (Ao. Shiga, A. Toko) (PP) – 04:00 | 1–0           |                                        |                 | Játékvezetők: Darja Abroszimova Darja Jermak Vonalbírók: Lisa Linnek Linnea Sainio |
| | 1–1           | 26:09 – Křížová (Vanišová)             |                 | Játékvezetők: Darja Abroszimova Darja Jermak Vonalbírók: Lisa Linnek Linnea Sainio |
| H. Toko (Kubo, A. Toko) (PP) – 40:23 | 2–1           |                                        |                 |                                                                                    |
| | 2–2           | 45:53 – Mlýnková                       |                 |                                                                                    |

Negyeddöntő
| 2022. február 12. 16:40 (9:40) | Finnország (FIN) | 7–1 (2–1, 2–0, 3–0) | Japán (JPN) | Wukesong Arena, Peking Nézőszám: 675 |

| Jegyzőkönyv | Jegyzőkönyv    | Jegyzőkönyv             | Jegyzőkönyv   | Jegyzőkönyv                                                                          |
| --- | -------------- | ----------------------- | ------------- | ------------------------------------------------------------------------------------ |
| | Meeri Räisänen | Kapusok                 | Nana Fujimoto | Játékvezetők: Cianna Lieffers Anna Wiegand Vonalbírók: Lisa Linnek Veronica Lovensnö |
| \| Nieminen (Tulus, Hiirikoski) (PP) – 02:08 \| 1–0 \| \| \| Vainikka (Laitinen, Holopainen) – 04:32 \| 2–0 \| \| \| \| 2–1 \| 15:01 – Shiga (H. Toko) \| \| Karvinen (Nieminen, Tapani) – 25:01 \| 3–1 \| \| \| Nieminen (Karvinen, Laitinen) – 28:29 \| 4–1 \| \| \| Nieminen (Tapani, Hiirikoski) – 40:18 \| 5–1 \| \| \| Tapani (Karvinen, Nieminen) – 48:28 \| 6–1 \| \| \| Hakala (Niskanen, Laitinen) – 52:29 \| 7–1 \| \| |                |                         |               | Játékvezetők: Cianna Lieffers Anna Wiegand Vonalbírók: Lisa Linnek Veronica Lovensnö |
| 8 perc | Büntetések     | 4 perc                  |               | Játékvezetők: Cianna Lieffers Anna Wiegand Vonalbírók: Lisa Linnek Veronica Lovensnö |
| 49 | Lövések        | 25                      |               | Játékvezetők: Cianna Lieffers Anna Wiegand Vonalbírók: Lisa Linnek Veronica Lovensnö |
| Nieminen (Tulus, Hiirikoski) (PP) – 02:08 | 1–0            |                         |               | Játékvezetők: Cianna Lieffers Anna Wiegand Vonalbírók: Lisa Linnek Veronica Lovensnö |
| Vainikka (Laitinen, Holopainen) – 04:32 | 2–0            |                         |               | Játékvezetők: Cianna Lieffers Anna Wiegand Vonalbírók: Lisa Linnek Veronica Lovensnö |
| | 2–1            | 15:01 – Shiga (H. Toko) |               | Játékvezetők: Cianna Lieffers Anna Wiegand Vonalbírók: Lisa Linnek Veronica Lovensnö |
| Karvinen (Nieminen, Tapani) – 25:01 | 3–1            |                         |               |                                                                                      |
| Nieminen (Karvinen, Laitinen) – 28:29 | 4–1            |                         |               |                                                                                      |
| Nieminen (Tapani, Hiirikoski) – 40:18 | 5–1            |                         |               |                                                                                      |
| Tapani (Karvinen, Nieminen) – 48:28 | 6–1            |                         |               |                                                                                      |
| Hakala (Niskanen, Laitinen) – 52:29 | 7–1            |                         |               |                                                                                      |

| Csapat      | Helyezés |
| ----------- | -------- |
| Japán (JPN) | 6.       |

## Műkorcsolya
| Versenyző                       | Versenyszám  | Rövid program | Rövid program | Kűr     | Kűr     | Összesítés | Összesítés               |
| Versenyző                       | Versenyszám  | Pont          | Hely.         | Pont    | Hely.   | Pont       | Helyezés                 |
| ------------------------------- | ------------ | ------------- | ------------- | ------- | ------- | ---------- | ------------------------ |
| Hanjú Juzuru                    | Férfi egyéni | 95,15         | 8.            | 188,06  | 3.      | 283,21     | 4.                       |
| Uno Sóma                        | Férfi egyéni | 105,90        | 3.            | 187,10  | 5.      | 293,00     | 3. helyezett, bronzérmes |
| Yuma Kagiyama                   | Férfi egyéni | 108,12        | 2.            | 201,93  | 2.      | 310,05     | 2. helyezett, ezüstérmes |
| Kaori Sakamoto                  | Női egyéni   | 79,84         | 3.            | 153,29  | 4.      | 233,13     | 3. helyezett, bronzérmes |
| Wakaba Higuchi                  | Női egyéni   | 73,51         | 5.            | 140,93  | 6.      | 214,44     | 5.                       |
| Mana Kawabe                     | Női egyéni   | 62,69         | 15.           | 104,04  | 23.     | 166,73     | 23.                      |
| Riku Miura / Ryuichi Kihara     | Páros        | 70,85         | 8.            | 141,04  | 5.      | 211,89     | 7.                       |
| Misato Komatsubara / Tim Koleto | Jégtánc      | 65,41         | 22.           | kiesett | kiesett | kiesett    | kiesett                  |

Csapat
| Versenyző | Versenyszám   | Rövid program    | Rövid program    | Rövid program    | Rövid program    | Rövid program | Rövid program | Kűr              | Kűr              | Kűr              | Kűr              | Kűr        | Kűr                      |
| Versenyző | Versenyszám   | Férfi            | Női              | Páros            | Jégtánc          | Összesítés    | Összesítés    | Férfi            | Női              | Páros            | Jégtánc          | Összesítés | Összesítés               |
| Versenyző | Versenyszám   | Pont Csapat pont | Pont Csapat pont | Pont Csapat pont | Pont Csapat pont | Pont          | Hely.         | Pont Csapat pont | Pont Csapat pont | Pont Csapat pont | Pont Csapat pont | Pont       | Helyezés                 |
| --- | ------------- | ---------------- | ---------------- | ---------------- | ---------------- | ------------- | ------------- | ---------------- | ---------------- | ---------------- | ---------------- | ---------- | ------------------------ |
| Shoma Uno (F) (RP) Yuma Kagiyama (F) (SzP) Wakaba Higuchi (N) (RP) Kaori Sakamoto (N) (SzP) Riku Miura / Ryuichi Kihara (P) Misato Komatsubara / Tim Koleto (J) | Csapatverseny | 105,46 9         | 74,73 9          | 74,45 7          | 66,54 4          | 29            | 3.            | 208,94 10        | 148,66 9         | 139,60 9         | 98,66 6          | 63         | 3. helyezett, bronzérmes |

## Rövidpályás gyorskorcsolya
Férfi
| Versenyző                                                  | Versenyszám  | Előfutam | Előfutam | Negyeddöntő | Negyeddöntő | Elődöntő | Elődöntő | B döntő  | B döntő | Döntő   | Döntő   | Helyezés |
| Versenyző                                                  | Versenyszám  | Idő      | Hely.    | Idő         | Hely.       | Idő      | Hely.    | Idő      | Hely.   | Idő     | Hely.   | Helyezés |
| ---------------------------------------------------------- | ------------ | -------- | -------- | ----------- | ----------- | -------- | -------- | -------- | ------- | ------- | ------- | -------- |
| Katsunori Koike                                            | 500 m        | 41,199   | 4.       | kiesett     | kiesett     | kiesett  | kiesett  | kiesett  | kiesett | kiesett | kiesett | 26.      |
| Kazuki Yoshinaga                                           | 1000 m       | 1:25,574 | 3. ADV   | kizárták    | kizárták    | kiesett  | kiesett  | kiesett  | kiesett | kiesett | kiesett | 17.      |
| Kazuki Yoshinaga                                           | 1500 m       |          |          | 2:12,450    | 2.          | 2:14,014 | 3.       | 2:18,585 | 6.      |         |         | 16.      |
| Kota Kikuchi                                               | 500 m        | 42,176   | 3.       | kiesett     | kiesett     | kiesett  | kiesett  | kiesett  | kiesett | kiesett | kiesett | 22.      |
| Kota Kikuchi                                               | 1500 m       |          |          | 2:15,243    | 4.          | kiesett  | kiesett  | kiesett  | kiesett | kiesett | kiesett | 22.      |
| Shogo Miyata                                               | 1000 m       | 1:24,367 | 4.       | kiesett     | kiesett     | kiesett  | kiesett  | kiesett  | kiesett | kiesett | kiesett | 23.      |
| Shogo Miyata                                               | 1500 m       |          |          | 2:13,799    | 5.          | kiesett  | kiesett  | kiesett  | kiesett | kiesett | kiesett | 27.      |
| Katsunori Koike Kazuki Yoshinaga Kota Kikuchi Shogo Miyata | 5000 m váltó |          |          |             |             | 6:40,446 | 3.       | 6:40,545 | 1.      |         |         | 8.       |

Női
| Versenyző       | Versenyszám | Előfutam | Előfutam | Negyeddöntő | Negyeddöntő | Elődöntő   | Elődöntő | B döntő  | B döntő | Döntő   | Döntő   | Helyezés |
| Versenyző       | Versenyszám | Idő      | Hely.    | Idő         | Hely.       | Idő        | Hely.    | Idő      | Hely.   | Idő     | Hely.   | Helyezés |
| --------------- | ----------- | -------- | -------- | ----------- | ----------- | ---------- | -------- | -------- | ------- | ------- | ------- | -------- |
| Shione Kaminaga | 1000 m      | 1:28,465 | 4.       | kiesett     | kiesett     | kiesett    | kiesett  | kiesett  | kiesett | kiesett | kiesett | 25.      |
| Shione Kaminaga | 1500 m      |          |          | 2:22,261    | 5.          | kiesett    | kiesett  | kiesett  | kiesett | kiesett | kiesett | 27.      |
| Sumire Kikuchi  | 500 m       | 42,829   | 3.       | 56,092      | 3.          | kiesett    | kiesett  | kiesett  | kiesett | kiesett | kiesett | 12.      |
| Sumire Kikuchi  | 1000 m      | 1:30,154 | 2.       | 1:37,170    | 5.          | kiesett    | kiesett  | kiesett  | kiesett | kiesett | kiesett | 19.      |
| Sumire Kikuchi  | 1500 m      |          |          | 2:23,359    | 3.          | idő nélkül | 6. ADVB  | 2:37,915 | 8.      |         |         | 8.       |
| Yuki Kikuchi    | 1000 m      | 1:28,764 | 4.       | kiesett     | kiesett     | kiesett    | kiesett  | kiesett  | kiesett | kiesett | kiesett | 27.      |
| Yuki Kikuchi    | 1500 m      |          |          | 2:22,192    | 4.          | kiesett    | kiesett  | kiesett  | kiesett | kiesett | kiesett | 23.      |

Vegyes
| Versenyző                                                                                              | Versenyszám  | Negyeddöntő | Negyeddöntő | Elődöntő | Elődöntő | B döntő | B döntő | Döntő   | Döntő   | Helyezés |
| Versenyző                                                                                              | Versenyszám  | Idő         | Hely.       | Idő      | Hely.    | Idő     | Hely.   | Idő     | Hely.   | Helyezés |
| --- | ------------ | ----------- | ----------- | -------- | -------- | ------- | ------- | ------- | ------- | -------- |
| Katsunori Koike Kazuki Yoshinaga Kota Kikuchi Shogo Miyata Shione Kaminaga Sumire Kikuchi Yuki Kikuchi | 2000 m váltó | 2:39,112    | 4.          | kiesett  | kiesett  | kiesett | kiesett | kiesett | kiesett | 10.      |

## Síakrobatika
Akrobatika
Női
| Versenyző    | Versenyszám | Selejtező  | Selejtező  | Selejtező  | Selejtező     | Selejtező  | Döntő    | Döntő    | Döntő    | Döntő         | Döntő    |
| Versenyző    | Versenyszám | 1. futam   | 2. futam   | 3. futam   | Jobb eredmény | Hely.      | 1. futam | 2. futam | 3. futam | Jobb eredmény | Helyezés |
| ------------ | ----------- | ---------- | ---------- | ---------- | ------------- | ---------- | -------- | -------- | -------- | ------------- | -------- |
| Kokone Kondo | Slopestyle  | nem indult | nem indult | nem indult | nem indult    | nem indult | kiesett  | kiesett  | kiesett  | kiesett       | kiesett  |
| Saori Suzuki | Félcső      | 68,75      | 66,25      |            | 68,75         | 15.        | kiesett  | kiesett  | kiesett  | kiesett       | kiesett  |

Mogul
| Versenyző        | Versenyszám | Selejtező  | Selejtező  | Selejtező  | Selejtező  | Selejtező  | Selejtező  | Selejtező  | Selejtező  | Döntő      | Döntő      | Döntő      | Döntő      | Döntő      | Döntő      | Döntő      | Döntő      | Döntő      | Döntő      | Döntő      | Helyezés                 |
| Versenyző        | Versenyszám | 1. forduló | 1. forduló | 1. forduló | 1. forduló | 2. forduló | 2. forduló | 2. forduló | 2. forduló | 1. forduló | 1. forduló | 1. forduló | 1. forduló | 2. forduló | 2. forduló | 2. forduló | 2. forduló | 3. forduló | 3. forduló | 3. forduló | Helyezés                 |
| Versenyző        | Versenyszám | Idő        | Pont       | Össz.      | Hely.      | Idő        | Pont       | Össz.      | Hely.      | Idő        | Pont       | Össz.      | Hely.      | Idő        | Pont       | Össz.      | Hely.      | Idő        | Pont       | Össz.      | Helyezés                 |
| ---------------- | ----------- | ---------- | ---------- | ---------- | ---------- | ---------- | ---------- | ---------- | ---------- | ---------- | ---------- | ---------- | ---------- | ---------- | ---------- | ---------- | ---------- | ---------- | ---------- | ---------- | ------------------------ |
| Daichi Hara      | Férfi       | 25,23      | 61,38      | 76,11      | 8.         | kiemelt    | kiemelt    | kiemelt    | kiemelt    | 24,27      | 62,59      | 78,59      | 3.         | 24,40      | 61,00      | 76,82      | 7.         | kiesett    | kiesett    | kiesett    | 7.                       |
| Ikuma Horishima  | Férfi       | 25,38      | 59,87      | 74,40      | 16.        | 25,75      | 61,64      | 76,19      | 5.         | 25,20      | 63,14      | 77,91      | 5.         | 25,47      | 65,17      | 79,58      | 3.         | 23,86      | 64,94      | 81,48      | 3. helyezett, bronzérmes |
| So Matsuda       | Férfi       | 25,71      | 59,25      | 73,35      | 18.        | 26,11      | 55,47      | 73,35      | 13.        | kiesett    | kiesett    | kiesett    | kiesett    | kiesett    | kiesett    | kiesett    | kiesett    | kiesett    | kiesett    | kiesett    | 23.                      |
| Kosuke Sugimoto  | Férfi       | 25,00      | 61,78      | 76,26      | 6.         | kiemelt    | kiemelt    | kiemelt    | kiemelt    | 24,41      | 63,20      | 79,01      | 2.         | 25,13      | 60,87      | 75,73      | 9.         | kiesett    | kiesett    | kiesett    | 9.                       |
| Junko Hoshino    | Női         | 28,53      | 59,53      | 75,38      | 6.         | kiemelt    | kiemelt    | kiemelt    | kiemelt    | 28,73      | 57,57      | 73,19      | 13.        | kiesett    | kiesett    | kiesett    | kiesett    | kiesett    | kiesett    | kiesett    | 13.                      |
| Anri Kawamura    | Női         | 28,33      | 60,29      | 76,36      | 5.         | kiemelt    | kiemelt    | kiemelt    | kiemelt    | 27,90      | 64,16      | 80,72      | 2.         | 28,37      | 62,81      | 78,84      | 3.         | 28,00      | 60,67      | 77,12      | 5.                       |
| Kisara Sumiyoshi | Női         | 30,25      | 54,23      | 68,14      | 15.        | 28,50      | 56,70      | 72,58      | 2.         | 28,71      | 55,87      | 71,52      | 15.        | kiesett    | kiesett    | kiesett    | kiesett    | kiesett    | kiesett    | kiesett    | 15.                      |
| Hinako Tomitaka  | Női         | 30,01      | 50,90      | 65,08      | 18.        | 29,57      | 57,25      | 71,93      | 4.         | 29,87      | 55,65      | 69,99      | 19.        | kiesett    | kiesett    | kiesett    | kiesett    | kiesett    | kiesett    | kiesett    | 19.                      |

Síkrossz
| Versenyző      | Versenyszám | Selejtező | Selejtező | Nyolcaddöntő | Negyeddöntő | Elődöntő | Döntő    | Helyezés |
| Versenyző      | Versenyszám | Idő       | Hely.     | Helyezés     | Helyezés    | Helyezés | Helyezés | Helyezés |
| -------------- | ----------- | --------- | --------- | ------------ | ----------- | -------- | -------- | -------- |
| Satoshi Furuno | Férfi       | 1:13,46   | 22.       | 4.           | kiesett     | kiesett  | kiesett  | 26.      |
| Ryo Sugai      | Férfi       | 1:12,29   | 3.        | 3.           | kiesett     | kiesett  | kiesett  | 17.      |

## Sífutás
Távolsági
Férfi
| Versenyző                                                | Versenyszám     | Klasszikus | Klasszikus | Szabad     | Szabad     | Összesen   | Összesen |
| Versenyző                                                | Versenyszám     | Idő        | Hely.      | Idő        | Hely.      | Idő        | Helyezés |
| -------------------------------------------------------- | --------------- | ---------- | ---------- | ---------- | ---------- | ---------- | -------- |
| Ryo Hirose                                               | 15 km           |            |            |            |            | 41:30,5    | 43.      |
| Ryo Hirose                                               | 30 km           | 43:04,4    | 43.        | 41:41,1    | 40.        | 1:25:17,7  | 41.      |
| Hiroyuki Miyazawa                                        | 15 km           |            |            |            |            | 43:47,5    | 67.      |
| Hiroyuki Miyazawa                                        | 30 km           | 45:06,0    | 57.        | lekörözték | lekörözték | lekörözték | 53.      |
| Naoto Baba                                               | 30 km           | 43:13,8    | 44.        | 40:52,4    | 31.        | 1:24:43,9  | 35.      |
| Naoto Baba                                               | 50 km           |            |            |            |            | 1:14:52,7  | 24.      |
| Ryo Hirose Hiroyuki Miyazawa Naoto Baba Haruki Yamashita | 4 × 10 km váltó |            |            |            |            | 2:03:01,5  | 10.      |

Női
| Versenyző                                                | Versenyszám    | Klasszikus | Klasszikus | Szabad  | Szabad | Összesen  | Összesen |
| Versenyző                                                | Versenyszám    | Idő        | Hely.      | Idő     | Hely.  | Idő       | Helyezés |
| -------------------------------------------------------- | -------------- | ---------- | ---------- | ------- | ------ | --------- | -------- |
| Masako Ishida                                            | 10 km          |            |            |         |        | 30:50,6   | 27.      |
| Masako Ishida                                            | 15 km          | 24:26,3    | 28.        | 23:41,1 | 35.    | 48:44,7   | 27.      |
| Masako Ishida                                            | 30 km          |            |            |         |        | 1:32:06,3 | 26.      |
| Chika Kobayashi                                          | 10 km          |            |            |         |        | 32:10,0   | 54.      |
| Chika Kobayashi                                          | 15 km          | 25:52,5    | 49.        | 24:21,9 | 46.    | 50:55,4   | 50.      |
| Chika Kobayashi                                          | 30 km          |            |            |         |        | 1:43:33,1 | 55.      |
| Masae Tsuchiya                                           | 10 km          |            |            |         |        | 31:41,5   | 46.      |
| Masae Tsuchiya                                           | 15 km          | 24:39,0    | 33.        | 23:56,6 | 37.    | 49:13,6   | 35.      |
| Masae Tsuchiya                                           | 30 km          |            |            |         |        | 1:34:47,6 | 36.      |
| Miki Kodama                                              | 15 km          | 26:17,4    | 52.        | 24:45,0 | 53.    | 51:48,3   | 52.      |
| Miki Kodama                                              | 30 km          |            |            |         |        | 1:39:53,8 | 50.      |
| Masako Ishida Masae Tsuchiya Chika Kobayashi Miki Kodama | 4 × 5 km váltó |            |            |         |        | 58:40,6   | 11.      |

Sprint
| Versenyző         | Versenyszám         | Selejtező | Selejtező | Negyeddöntő | Negyeddöntő | Elődöntő | Elődöntő | Döntő   | Helyezés |
| Versenyző         | Versenyszám         | Idő       | Hely.     | Idő         | Hely.       | Idő      | Hely.    | Idő     | Helyezés |
| ----------------- | ------------------- | --------- | --------- | ----------- | ----------- | -------- | -------- | ------- | -------- |
| Hiroyuki Miyazawa | Férfi egyéni sprint | 2:54,64   | 32.       | kiesett     | kiesett     | kiesett  | kiesett  | kiesett | 32.      |
| Haruki Yamashita  | Férfi egyéni sprint | 3:02,60   | 57.       | kiesett     | kiesett     | kiesett  | kiesett  | kiesett | 57.      |

## Síugrás
Férfi
| Versenyző                                                     | Versenyszám   | Selejtező | Selejtező | Selejtező | 1. ugrás | 1. ugrás | 1. ugrás | 2. ugrás | 2. ugrás | 2. ugrás | Összesítés | Összesítés               |
| Versenyző                                                     | Versenyszám   | Táv       | Pont      | Hely.     | Táv      | Pont     | Hely.    | Táv      | Pont     | Hely.    | Pont       | Helyezés                 |
| ------------------------------------------------------------- | ------------- | --------- | --------- | --------- | -------- | -------- | -------- | -------- | -------- | -------- | ---------- | ------------------------ |
| Junshiro Kobayashi                                            | Normálsánc    | 93,0      | 88,2      | 26.       | 97,5     | 123,0    | 26.      | 92,5     | 111,0    | 26.      | 254,0      | 27.                      |
| Junshiro Kobayashi                                            | Nagysánc      | 121,5     | 101,4     | 32.       | 130,0    | 120,4    | 30.      | 134,0    | 131,6    | 18.      | 252,0      | 24.                      |
| Kobajasi Rjójú                                                | Normálsánc    | 99,0      | 111,4     | 4.        | 104,5    | 145,4    | 1.       | 99,5     | 129,6    | 5.       | 275,0      | 1. helyezett, aranyérmes |
| Kobajasi Rjójú                                                | Nagysánc      | 128,0     | 121,3     | 9.        | 142,0    | 147,0    | 1.       | 138,0    | 145,8    | 2.       | 292,8      | 2. helyezett, ezüstérmes |
| Naoki Nakamura                                                | Normálsánc    | 88,5      | 87,0      | 29.       | 93,5     | 114,5    | 38.      | kiesett  | kiesett  | kiesett  | kiesett    | kiesett                  |
| Naoki Nakamura                                                | Nagysánc      | 122,0     | 107,1     | 37.       | 134,0    | 128,6    | 17.      | 124,0    | 112,3    | 30.      | 240,9      | 29.                      |
| Yukiya Sato                                                   | Normálsánc    | 100,0     | 103,6     | 10.       | 95,0     | 118,1    | 32.      | kiesett  | kiesett  | kiesett  | kiesett    | kiesett                  |
| Yukiya Sato                                                   | Nagysánc      | 126,0     | 111,7     | 23.       | 133,0    | 128,4    | 18.      | 134,5    | 132,2    | 17.      | 260,6      | 15.                      |
| Junshiro Kobayashi Naoki Nakamura Ryoyu Kobayashi Yukiya Sato | Csapatverseny |           |           |           | 513      | 438,5    | 5.       | 498,5    | 444,3    | 6.       | 882,8      | 5.                       |

Női
| Versenyző      | Versenyszám | Első forduló | Első forduló | Első forduló | Döntő | Döntő | Döntő | Összesítés | Összesítés |
| Versenyző      | Versenyszám | Táv          | Pont         | Hely.        | Táv   | Pont  | Hely. | Pont       | Helyezés   |
| -------------- | ----------- | ------------ | ------------ | ------------ | ----- | ----- | ----- | ---------- | ---------- |
| Kaori Iwabuchi | Normálsánc  | 94,5         | 94,8         | 11.          | 83,0  | 74,8  | 24.   | 169,6      | 18.        |
| Sara Takanashi | Normálsánc  | 98,5         | 108,7        | 5.           | 100,0 | 115,4 | 4.    | 224,1      | 4.         |
| Yuka Seto      | Normálsánc  | 94,5         | 94,6         | 13.          | 83,5  | 81,9  | 19.   | 176,5      | 14.        |
| Yuki Ito       | Normálsánc  | 94,0         | 95,5         | 10.          | 82,0  | 81,2  | 20.   | 176,7      | 13.        |

Vegyes
| Versenyző                                          | Versenyszám   | Első forduló | Első forduló | Első forduló | Döntő | Döntő | Döntő | Összesítés | Összesítés |
| Versenyző                                          | Versenyszám   | Táv          | Pont         | Hely.        | Táv   | Pont  | Hely. | Pont       | Helyezés   |
| -------------------------------------------------- | ------------- | ------------ | ------------ | ------------ | ----- | ----- | ----- | ---------- | ---------- |
| Kobajasi Rjójú Yukiya Sato Sara Takanashi Yuki Ito | Csapatverseny | 332,9        | 359,9        | 8.           | 378,5 | 476,4 | 2.    | 836,3      | 4.         |

## Snowboard
Akrobatika
Férfi
| Versenyző        | Versenyszám | Selejtező | Selejtező | Selejtező | Selejtező     | Selejtező | Döntő    | Döntő    | Döntő    | Döntő         | Helyezés                 |
| Versenyző        | Versenyszám | 1. futam  | 2. futam  | 3. futam  | Jobb eredmény | Hely.     | 1. futam | 2. futam | 3. futam | Jobb eredmény | Helyezés                 |
| ---------------- | ----------- | --------- | --------- | --------- | ------------- | --------- | -------- | -------- | -------- | ------------- | ------------------------ |
| Kaito Hamada     | Big air     | 80,75     | 41,75     | 55,75     | 136,50        | 15.       | kiesett  | kiesett  | kiesett  | kiesett       | 15.                      |
| Kaito Hamada     | Slopestyle  | 56,06     | 67,45     |           | 67,45         | 12.       | 25,90    | 15,91    | 59,36    | 59,36         | 8.                       |
| Hiroaki Kunitake | Big air     | 83,75     | 61,50     | 74,50     | 158,25        | 4.        | 82,25    | 50,25    | 84,00    | 166,25        | 4.                       |
| Hiroaki Kunitake | Slopestyle  | 50,36     | 51,43     |           | 51,43         | 21.       | kiesett  | kiesett  | kiesett  | kiesett       | 21.                      |
| Takeru Otsuka    | Big air     | 68,50     | 75,50     | 91,50     | 160,00        | 2.        | 17,25    | 95,00    | 33,75    | 128,75        | 9.                       |
| Takeru Otsuka    | Slopestyle  | 32,93     | 74,93     |           | 74,93         | 6.        | 52,75    | 50,58    | 52,80    | 52,80         | 10.                      |
| Ruki Tobita      | Big air     | 25,75     | 16,25     | 20,25     | 46,00         | 29.       | kiesett  | kiesett  | kiesett  | kiesett       | 29.                      |
| Ruki Tobita      | Slopestyle  | 29,23     | 56,58     |           | 56,58         | 19.       | kiesett  | kiesett  | kiesett  | kiesett       | 19.                      |
| Ayumu Hirano     | Halfpipe    | 87,25     | 93,25     |           | 93,25         | 1.        | 33,75    | 91,75    | 96,00    | 96,00         | 1. helyezett, aranyérmes |
| Kaishu Hirano    | Halfpipe    | 74,75     | 77,25     |           | 77,25         | 9.        | 75,50    | 37,75    | 15,75    | 75,50         | 9.                       |
| Ruka Hirano      | Halfpipe    | 80,75     | 87,00     |           | 87,00         | 3.        | 13,00    | 11,75    | 9,25     | 13,00         | 12.                      |
| Yūto Totsuka     | Halfpipe    | 84,50     | 12,00     |           | 84,50         | 6.        | 62,00    | 69,75    | 26,50    | 69,75         | 10.                      |

Női
| Versenyző       | Versenyszám | Selejtező | Selejtező | Selejtező | Selejtező     | Selejtező | Döntő    | Döntő    | Döntő    | Döntő         | Helyezés                 |
| Versenyző       | Versenyszám | 1. futam  | 2. futam  | 3. futam  | Jobb eredmény | Hely.     | 1. futam | 2. futam | 3. futam | Jobb eredmény | Helyezés                 |
| --------------- | ----------- | --------- | --------- | --------- | ------------- | --------- | -------- | -------- | -------- | ------------- | ------------------------ |
| Reira Iwabuchi  | Big air     | 83,00     | 75,50     | 11,75     | 158,50        | 3.        | 83,75    | 82,25    | 37,00    | 166,00        | 4.                       |
| Reira Iwabuchi  | Slopestyle  | 48,51     | 67,00     |           | 67,00         | 11.       | 75,60    | 80,03    | 46,15    | 80,03         | 5.                       |
| Kokomo Murase   | Big air     | 85,00     | 72,75     | 86,00     | 171,00        | 2.        | 80,00    | 91,50    | 12,00    | 171,50        | 3. helyezett, bronzérmes |
| Kokomo Murase   | Slopestyle  | 74,95     | 81,45     |           | 81,45         | 2.        | 48,50    | 49,05    | 48,00    | 49,05         | 10.                      |
| Miyabi Onitsuka | Big air     | 80,75     | 72,25     | 73,50     | 154,25        | 5.        | 9,50     | 54,50    | 10,75    | 65,25         | 11.                      |
| Miyabi Onitsuka | Slopestyle  | 42,60     | 46,58     |           | 46,58         | 19.       | kiesett  | kiesett  | kiesett  | kiesett       | 19.                      |
| Kurumi Imai     | Halfpipe    | 54,75     | 49,75     |           | 54,75         | 15.       | kiesett  | kiesett  | kiesett  | kiesett       | 15.                      |
| Mitsuki Ono     | Halfpipe    | 79,50     | 83,75     |           | 83,75         | 2.        | 71,50    | 25,50    | 29,00    | 71,50         | 9.                       |
| Ruki Tomita     | Halfpipe    | 74,25     | 66,25     |           | 74,25         | 6.        | 16,50    | 19,75    | 80,50    | 80,50         | 5.                       |
| Sena Tomita     | Halfpipe    | 75,75     | 52,00     |           | 75,75         | 5.        | 86,00    | 88,25    | 9,25     | 88,25         | 3. helyezett, bronzérmes |

Parallel giant slalom
| Versenyző       | Versenyszám | Selejtező | Selejtező | Nyolcaddöntő                                       | Negyeddöntő       | Elődöntő          | Döntő             | Helyezés |
| Versenyző       | Versenyszám | Idő       | Hely.     | Ellenfél Eredmény                                  | Ellenfél Eredmény | Ellenfél Eredmény | Ellenfél Eredmény | Helyezés |
| --------------- | ----------- | --------- | --------- | -------------------------------------------------- | ----------------- | ----------------- | ----------------- | -------- |
| Tsubaki Miki    | Női         | 1:27,15   | 3.        | Glorija Kotnik (SLO) · V nem ért célba             | kiesett           | kiesett           | kiesett           | 9.       |
| Tomoka Takeuchi | Női         | 1:28,83   | 15.       | Ramona Theresia Hofmeister (GER) · V nem ért célba | kiesett           | kiesett           | kiesett           | 15.      |

Snowboard cross
| Versenyző        | Versenyszám | Rangsorolás | Rangsorolás | Nyolcaddöntő | Negyeddöntő   | Elődöntő | Döntő    | Helyezés |
| Versenyző        | Versenyszám | Idő         | Hely.       | Helyezés     | Helyezés      | Helyezés | Helyezés | Helyezés |
| ---------------- | ----------- | ----------- | ----------- | ------------ | ------------- | -------- | -------- | -------- |
| Yoshiki Takahara | Férfi       | 1:19,16     | 23.         | 1.           | nem ért célba | kiesett  | kiesett  | 16.      |
| Yuka Nakamura    | Női         | nem indult  | 32.         | nem indult   | kiesett       | kiesett  | kiesett  | 32.      |

## Szánkó
| Versenyző       | Versenyszám | 1. futam | 1. futam | 2. futam | 2. futam | 3. futam | 3. futam | 4. futam | 4. futam | Összesítés | Összesítés |
| Versenyző       | Versenyszám | Idő      | Hely.    | Idő      | Hely.    | Idő      | Hely.    | Idő      | Hely.    | Idő        | Helyezés   |
| --------------- | ----------- | -------- | -------- | -------- | -------- | -------- | -------- | -------- | -------- | ---------- | ---------- |
| Seiya Kobayashi | Férfi egyes | 1:00,856 | 31.      | 1:00,919 | 33.      | 59,859   | 30.      | kiesett  | kiesett  | 3:01,634   | 32.        |